# Ludwig Meinardus
Ludwig Siegfried Meinardus (ur. 17 września 1827 w Hooksiel, zm. 10 lipca 1896 w Bielefeldzie) – niemiecki kompozytor, dyrygent i pisarz muzyczny.

## Życiorys
Zachęcony przez Roberta Schumanna, w 1846 roku podjął studia w konserwatorium w Lipsku. W latach 1847–1849 kształcił się prywatnie u Augusta Ferdinanda Ricciusa. Następnie był uczniem Adolfa Bernharda Marxa w Berlinie i Ferenca Liszta w Weimarze. Początkowo pełnił funkcję kapelmistrza w teatrach w Erfurcie i Nordhausen. Od 1853 do 1865 roku był dyrygentem Singakademie w Głogowie. Od 1865 roku był wykładowcą konserwatorium w Dreźnie, następnie w 1874 roku przeniósł się do Hamburga, gdzie działał jako krytyk muzyczny. W 1887 roku osiadł w Bielefeldzie.
Skomponował m.in. dwie symfonie (I ok. 1875, II 1879), 5 oratoriów (Simon Petrus ok. 1855, König Salomo ok. 1865, Gideon 1868, Luther in Worms 1876, Emmaus 1887), Kantate auf die Geburt Christi (1896), ponadto liczne utwory chóralne i kameralne. Jako pisarz zajmował się przede wszystkim początkami opery w ośrodku hamburskim i postacią Johanna Matthesona.

## Pisma
(na podstawie materiałów źródłowych)
- Ein Jugendleben (2 tomy, 1874)
- Rückblick auf die Anfänge der deutschen Oper (1878)
- Mattheson und seine Verdienste um die deutsche Tonkunst (1879)
- Mozart: Ein Kunstlerleben (1882)
- Die deutsche Tonkunst im 18.–19. Jahrhundert (1887)
- Klassizität und Romantik in der deutschen Tonkunst (1893)
- Eigene Wege (1895)